# Човекът, който искаше да бъде крал
„Човекът, който искаше да бъде крал“ (на английски: The Man Who Would Be King) е американски приключенски филм от 1975 година на режисьора Джон Хюстън по негов сценарий в съавторство с Гладис Хил, базиран на едноименния разказ на Ръдиард Киплинг. Главните роли се изпълняват от Майкъл Кейн, Шон Конъри, Саид Джафри, Кристофър Плъмър.

## Сюжет
В центъра на сюжета са двама бивши британски военни в Индия, които заминават за изолираната област Кафиристан и са приети от местните жители за полубожествени владетели, представяйки се за наследници на Александър Македонски.

## В ролите
| Актьор           | Роля                      |
| ---------------- | ------------------------- |
| Майкъл Кейн      | Пичи Карнеган             |
| Шон Конъри       | Даниел Драво              |
| Саид Джафри      | Били Фиш (Мачендра Гарун) |
| Кристофър Плъмър | Ръдиард Киплинг           |
| Шакира Кейн      | Роксане                   |
| Догми Ларби      | Утай                      |
| Джак Мей         | Окръжен комисар           |
| Карум Бен Буйх   | Кафу Селим                |
| Мохамед Шамси    | Бабу                      |
| Албърт Моузес    | Гулам                     |

## Награди и Номинации
„Човекът, който искаше да бъде крал“ е номиниран за четири награди „Оскар“, награда „Златен глобус“ за оригинална музика и две награди на БАФТА.